# Svračkovo
Svračkovo (Servisch cyrillisch Сврачково) is een plaats in de Servische gemeente Požega. De plaats telt 222 inwoners (2002).